# Chaux-lès-Clerval
Chaux-lès-Clerval là một xã của tỉnh Doubs, thuộc vùng Bourgogne-Franche-Comté, miền đông nước Pháp.

## Dân số
Điều tra dân số năm 1999, xã này có dân số là 189.
Ước lượng năm 2004 là 183.